# Granzyme
Granzyme is een enzym dat cellen doodt door apoptose te veroorzaken. Granzyme komt voor in de granules van NK-cellen en cytotoxische T-cellen. De apoptose wordt onder andere veroorzaakt door caspases te activeren die vervolgens DNase activeren waardoor het DNA van de cel wordt vernietigd.
Bij het aanvallen van cellen door cytotoxische T-cellen en NK-cellen komt ook het enzym perforine vrij. Perforine maakt poriën in het celmembraan van de cel. Onderzoekers dachten vroeger dat perforine nodig was om granzyme in de cel te laten. Recente ontwikkelingen wijzen op een nieuwe route waarbij een bepaald granzyme samen met perforine via de mannose 6-fosfaatreceptor de cel binnen kan komen. De enzymen worden dan via endocytose opgenomen en perforine maakt vervolgens een porie in het transportblaasje zodat granzyme apoptose kan veroorzaken.
Er bestaan veel verschillende varianten van granzyme. Zo worden granzyme A, B, H, K en M onderscheiden. De loci voor deze eiwitten liggen op verschillende chromosomen.